# Spyker
Ne doit pas être confondu avec Spyker Cars.

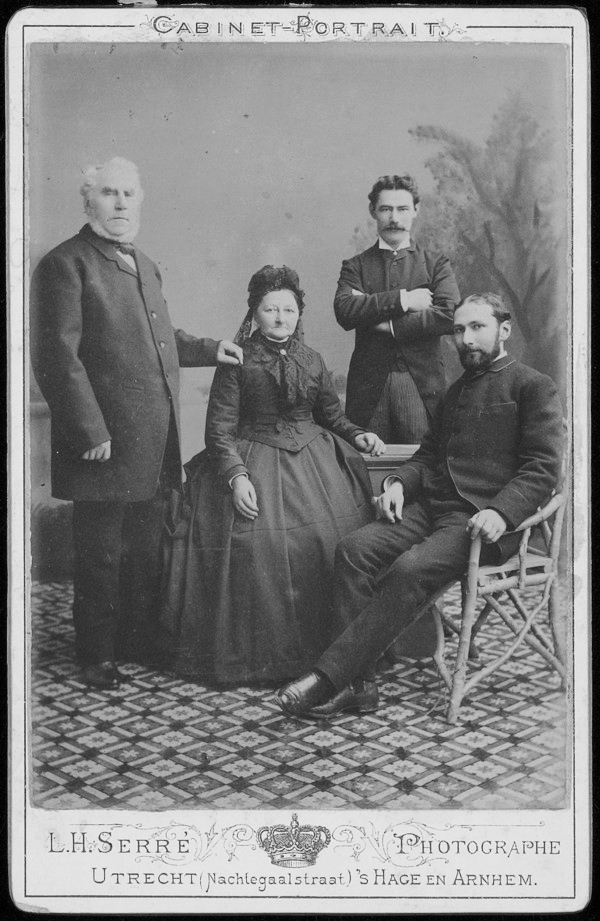
La famille Spijker (Jacobus et Hendrick-Jan sont sur la droite)

Spyker est un constructeur automobile néerlandais fondé en 1898, et qui fusionna en 1914 avec une firme d'aviation. On remarque encore aujourd'hui sur le logo de la marque cette référence avec l'hélice.
La société fait faillite en 1907 et 1922 avant de fermer définitivement en 1926.
En 1999, une nouvelle société, Spyker Cars N.V., a été fondée, sans relation avec la société originale, sinon le nom.

## Historique
C’est en 1898 que deux frères, Jacobus et Hendrik-Jan Spijker, qui disposaient d’un atelier de carrosserie automobile à Hilversum (Pays-Bas) ont construit leur première automobile à moteur Benz avec laquelle ils ont rapidement attiré l’œil pour le style de leur carrosserie.
La même année, les frères Spijker construisent un autocar célèbre, le Golden state coach, toujours en service aujourd'hui, pour commémorer le prochain couronnement de la reine hollandaise, Wilhelmina.
Les frères se sont alors investis entièrement dans la production automobile. Le nom commercial a été changé en Spyker, pour une identification plus facile sur les marchés étrangers.
En 1903, Spyker présente au Salon de l'auto de Paris la 36/50 HP (Spyker 60HP), première voiture avec un moteur six-cylindres, à quatre roues motrices permanentes et un système de freinage sur les quatre roues (conception initiale de d'Émile Gustave Drouard et de Joseph Laviolette). L'image de Spyker augmentera encore quand en 1907 un modèle standard, le 14/18 HP Tourer a terminé le célèbre Paris-Pékin à la deuxième place.
Durant la Première Guerre mondiale (1914-1918), la récession mondiale sur le marché de la voiture de luxe a contraint Spyker à diversifier sa production et fusionner avec l'usine hollandaise N.V. Aviation pour développer et construire un avion de chasse.
Après la guerre, Spyker a repris sa production de voitures.
Spyker s’est alors lancé dans la construction de modèles capables de battre tous les records. Le plus célèbre de ces derniers est la Spyker C4 qui disposait d’un moteur spécial, conçu par le célèbre ingénieur allemand Wilhelm Maybach.

En 1921, une C4 standard (châssis no C41, moteur no 3201) a établi un nouveau record de distance, parcourant sans interruption une distance de 30 000 kilomètres pendant 36 jours.

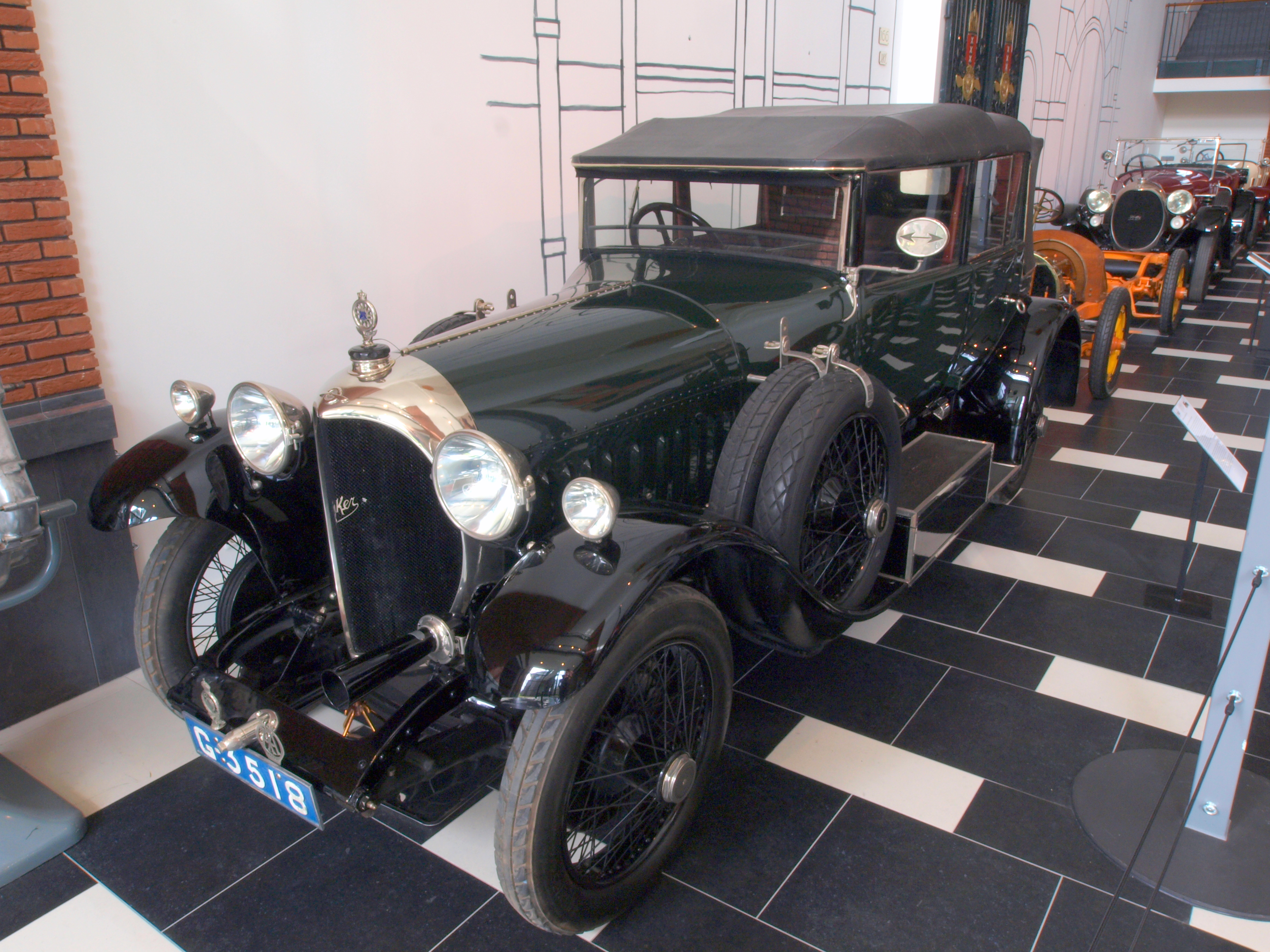
Spyker C4 de 1922 au Musée Louwman

En 1925, Spyker Company a cessé d’exister, mais son nom n'a jamais été oublié. Le Musée Louwman de La Haye expose une importante collection de Spykers.

## Relance de la marque
C’est en octobre 2000 que la marque est réapparue, à l’occasion du Salon de Birmingham où était présentée la Spyker C8 Spyder.
Dans le milieu des années 1990, l'ingénieur hollandais Martin de Bruijn produisit la Silverstris, un premier prototype utilisant le moteur de l'Audi A8. En 1997, la rencontre avec l'homme d'affaires néerlandais Victor Muller, propriétaire du fabricant de textile McGregor et grand amateur d'automobiles, fut décisive. Une nouvelle société néerlandaise Spyker Cars N.V. fut créée, mais n'ayant pas de lien avec l'ancienne Spyker sauf le droit d'utiliser la marque. 
Le 18 décembre 2014, Spyker, qui était sous la surveillance d'un administrateur depuis deux semaines, est déclaré en faillite. 
Cette décision est contestée le 3 février 2015 par Victor Muller, patron de la marque. La justice lui donne finalement raison et annule la faillite. Aujourd’hui, le constructeur se retrouve donc dans une situation où il est protégé de ses créanciers et libre de mettre en œuvre son plan de relance. Grâce à l'obtention d'un prêt important, il compte donner vie au concept B6 Venator dévoilé lors de l’édition 2013 du Salon de Genève, mais aussi s’intéresser à l'étude d'une voiture de sport électrique imaginée en collaboration avec un constructeur d'avions.
En 2016, la marque reviendra et présentera, au Salon international de l'automobile de Genève 2016, son premier concept de voiture de sport électrique développé avec Volta Voltare, une société américaine spécialisée dans la conception d'avions électriques. Son premier produit s'appelle C8 Preliator.